# Paweł Grzesiowski
Paweł Jan Grzesiowski (ur. 28 października 1963) – polski lekarz pediatra, doktor nauk medycznych, od 2024 Główny Inspektor Sanitarny.

## Życiorys
W 1989 ukończył studia na Wydziale Lekarskim Akademii Medycznej w Warszawie. Specjalista w dziedzinie pediatrii (I stopień w 1994 i II stopień w 1998).
Stopień doktora nauk medycznych uzyskał w 1996 na Akademii Medycznej w Warszawie na podstawie rozprawy pt. Zapobieganie wirusowemu zapaleniu wątroby u dzieci z przewlekłymi chorobami nerek, której promotorem była Maria Sieniawska. W 2005 ukończył Podyplomowe Studium Prawa Medycznego, Bioetyki i Socjologii Medycyny na Wydziale Prawa i Administracji Uniwersytetu Warszawskiego.
Zawodowo związany m.in. z: Dziecięcym Szpitalem Klinicznym w Warszawie (asystent i adiunkt), Zakładem Profilaktyki Zakażeń i Zakażeń Szpitalnych w Narodowym Instytucie Leków w Warszawie (kierownik), Centrum Medycyny Zapobiegawczej i Rehabilitacji w Warszawie (dyrektor) oraz Fundacją Instytut Profilaktyki Zakażeń (prezes). 
Wykładał na takich uczelniach, jak m.in. Wydział Zdrowia Publicznego Warszawskiego Uniwersytetu Medycznego, Szkoła Zdrowia Publicznego CMKP, Studium Podyplomowe Prawa Medycznego Uniwersytetu Warszawskiego oraz Uniwersytet Kardynała Stefana Wyszyńskiego w Warszawie.
Członek krajowych i zagranicznych towarzystw naukowych, takich jak: Polskie Towarzystwo Pediatryczne, Europejskie Towarzystwo Mikrobiologii i Chorób Zakaźnych, Polskie Towarzystwo Nefrologii Dziecięcej, Europejskie Towarzystwo Nefrologii Dziecięcej, Polskie Towarzystwo Epidemiologów i Lekarzy Chorób Zakaźnych, Polskie Towarzystwo Wakcynologii (w tym były członek zarządu), Europejskie Towarzystwo Chorób Zakaźnych Dzieci, The Society for Healthcare Epidemiology of America oraz Stowarzyszenie Higieny Lecznictwa (przewodniczący).
W 2020 powołany przez Andrzeja Matyję – prezesa Naczelnej Rady Lekarskiej – na eksperta NRL ds. walki z COVID-19, mimo braku co najmniej habilitacji z zakresu epidemiologii.
W dniu 17 czerwca 2024 na wniosek Ministra Zdrowia Izabeli Leszczyny powołany na stanowisko Głównego Inspektora Sanitarnego.

## Publikacje
Autor lub współautor ponad 250 publikacji z zakresu m.in.: immunologii, szczepień ochronnych, profilaktyki, terapii i kontroli zakażeń oraz zakażeń szpitalnych.